# Mátra (motorkerékpár)
A Mátra Urbach László által 1939 és 1949 között gyártott „kismotorkerékpár” a magyar motorkerékpár-ipar egyik legnagyobb sikertörténete.
Urbach László 1937-ben határozta el, hogy segédmotoros kerékpárt készít. Először a Turul nevet választotta, ám végül a sokkal politikamentesebb Mátra mellett  döntött. A gyártás 1939-től kezdődött.

## A kezdetek
A munka Urbach László Hunyadi tér 12. alatt lévő kereskedésében kezdődött. A ház pincéjében volt egy műhely, néhány szerszámgéppel. Elsőként egy 100 cm³-es változat készült el, majd 1941-től a 125-ös is megjelent - Sachs, majd saját gyártmányú motorral. 
Az új kismotormárka népszerűsítése érdekében versenyeken is indultak. 1939-ben a Millenáris pályán 87,7 km/h átlagos sebességgel magyar sebességi rekordot állítottak fel a 100-as kategóriában. 
1939-ben a Gyártás átköltözött a Gömb utcába. 1944. június 16-án a tulajdonos zsidó származására hivatkozva a céget lefoglalták. A Gömb utcai épület 1944-ben kisebb károkat szenvedett.

### Az újraszervezéstől a leállásig
1945 tavaszán néhány Győrből visszaszállított megmunkálógép segítségével ismét megnyitott a Hunyadi téri üzlet, de a Mátrák gyártása csak 1947-től folytatódott. A motorok előállítását a MOGÜRT vette át. Az üzem már nem tudta a régi teljesítményt hozni, csupán néhány száz 100-as és 125-ös Mátra készülhetett a háború után. Az 1949. december 19-én bekövetkező államosítást követően pár hét után véget ért a Mátrák összeszerelése. 